# Éva Székely
Eva Ezekely (Budapest, 3 de abril de 1927-29 de febrero de 2020) fue una nadadora húngara especializada en pruebas de estilo braza, donde consiguió ser campeona olímpica en 1952 en los 200 metros. Falleció el 29 de febrero de 2020 a los noventa y dos años.

## Carrera deportiva
En los Juegos Olímpicos de Helsinki 1952 ganó el oro en los 200 metros braza, y cuatro años después, en los Juegos Olímpicos de Melbourne 1956, ganó la medalla de plata en la misma prueba, con un tiempo de 2:54.8 segundos, tras la alemana Ursula Happe que batió el récord olímpico con 2:53.1 segundos.